# Phụng Thượng
Phụng Thượng là một xã thuộc huyện Phúc Thọ, thành phố Hà Nội, Việt Nam.

## Vị trí địa lý
Xã Phụng Thượng nằm trên đường quốc lộ 32, cách trung tâm Thủ đô khoảng 30 km về phía tây. Xã tiếp giáp với xã Ngọc Tảo ở phía đông, xã Long Xuyên ở phía bắc và xã Phúc Hòa ở phía tây, đều thuộc cùng huyện Phúc Thọ. Còn phía nam xã từ đông sang tây lần lượt tiếp giáp 03 xã Hương Ngải, Phú Kim và Đại Đồng của huyện Thạch Thất. Xã Phụng Thượng có tổng diện tích tự nhiên 615,99 ha gồm 03 thôn Đông, Tây và Nam; được chia làm 13 cụm dân cư với 3.436 hộ và 14.758 nhân khẩu vào năm 2017.

## Lịch sử
Tại xã Phụng Thượng vào năm 1965 đã phát hiện một ngôi mộ cổ có tên Mã Vũ, khi khai quật bên trong có 50 đồng tiền ngũ thù, vốn được sử dụng từ thời Hán tới thời Đường. Tuy vậy không có ghi chép gì trong sách sử về địa danh này cho tới triều Hậu Lê. Theo Đại Việt sử ký toàn thư thì vào cuối năm 1591, tại đất Phấn Thượng đã diễn ra trận chiến giữa phe nhà Lê do chúa Trịnh Tùng thống lĩnh và bên nhà Mạc có vua Mạc Mậu Hợp đích thân đốc chiến. Kết quả là hơn 10 vạn quân nhà Mạc thua to và phải rút chạy về kinh ấp. Tới nay, ở xã vẫn còn dấu tích voi đá ngựa đá của trận chiến năm xưa.
Theo Đồng Khánh địa dư chí, đất Phụng Thượng thời Nguyễn thuộc tổng Tảo Thượng, huyện Phúc Thọ, phủ Quảng Oai, tỉnh Sơn Tây. Tổng này có 6 xã là Tảo Thượng, Tảo Hạ, Hoành Tảo, Hương Tảo, Tang Nộn và Thu Vy. Vốn dĩ tên tổng và các xã trước đó đều gọi là Cảo, tới năm 1836 vì kiêng húy nên mới đổi là Tảo. Theo Sơn Tây tỉnh địa chí viết năm 1941 thì tổng này đã đổi tên là Phụng Thượng và có 8 xã gồm Phụng Thượng (Bún Thượng), Giáo Hạ, Ngọc Tảo (Bún Hạ), Hương Tảo, Hương Vĩnh, Thu Vy, Tăng Non và Thanh Mạc.
Trong 9 năm kháng chiến, quân và dân Phụng Thượng đã chiến đấu 52 trận lớn nhỏ, tiêu diệt 350 quân địch, làm bị thương hàng trăm tên, vận động được 42 lính ngụy bỏ ngũ, đón 17 hàng tân binh, thu giữ 45 súng trường, 7 súng các bin, 2 súng lục, 130 quả mìn, 100 lựu đạn, 50 quả đạn cối, 1 ô tô, 2 máy chữ... và phá hủy 5 xe cơ giới khác. Tổng kết qua các cuộc kháng chiến, toàn xã có 17 Mẹ Việt Nam anh hùng, 171 liệt sỹ, 104 thương bệnh binh và hơn 100 sĩ quan trong quân đội. Xã cũng được phong tặng hai danh hiệu Anh hùng lực lượng vũ trang nhân dân thời kỳ chống Pháp và Anh hùng Lao động thời kỳ đổi mới.

## Kinh tế
Năm 2017, xã đạt thu nhập bình quân 33,6 triệu đồng/người/năm. Tỷ trọng nông nghiệp chiếm 21,1%, tiểu thủ công nghiệp và xây dựng cơ bản chiếm 35,4%, dịch vụ thương mại chiếm 43,5%. Tỷ lệ hộ nghèo còn 0,9%. Tới năm 2018, mức thu nhập bình quân của người dân đạt 41 triệu đồng/năm. Toàn xã có 27 gia trại, 30 công ty, 821 cơ sở sản xuất kinh doanh cá thể với nhiều mô hình kinh tế cho thu nhập cao như: dệt thảm, cơ khí, mộc, may mặc, xây dựng... thu hút 5.767 lao động, tương đương 90% tổng số lao động trong độ tuổi của địa phương. Tới năm 2022, thu nhập của người dân đã tăng lên mức bình quân 58 triệu đồng/người/năm
Tại xã có chợ Bún từ xa xưa đã họp các phiên 4, 6, 9, 14, 16, 19, 24, 26 và 29. Chợ sau đó được xây dựng lại kiên cố vào năm 1983 với diện tích 2.000 m2 và từ năm 1984 (trước Đổi Mới) đã tổ chức đấu thầu cho tư nhân thuê với giá 16 triệu/năm. Khi đó ở chợ đã có 40 hộ kinh doanh thực phẩm, 20 hộ buôn vải vóc quần áo và 20 hộ bán hàng khô, chưa kể các mặt hàng nhỏ lẻ bán ngoài. Tại chợ này còn có một món ăn nổi tiếng gọi là Cháo rắn đậu xanh.
Món ăn này xuất phát từ việc ở xã có nghề nuôi rắn từ lâu. Đặc biệt người ta còn nuôi cả rắn hổ mang chúa vốn nằm trong sách đỏ, nhưng từ khi có người ở xã bị truy tố vì tội buôn bán trái phép động vật hoang dã thì đã ít người nuôi hơn. Ngoài ra, ở xã này còn nuôi cả gấu, trong đó có gấu ngựa cũng nằm trong sách đỏ thế giới. Nhiều năm qua, chính quyền cùng tổ chức Động vật Châu Á đã tuyên truyền và chuyển giao nhiều cá thể gấu từ đây về Trung tâm Cứu hộ Gấu Việt Nam.
Trong những năm trở lại đây, nghề thu nhặt và tái chế ni-long (túi giấy bóng) cũng trở nên phổ biến tại xã Phụng Thượng. Điều này kéo theo hệ lụy là môi trường và không khí chung của toàn xã bị ô nhiễm nặng nề. Rác thải, khí thải do công việc tái chế giấy bóng gây ra là vấn đề nhức nhối và bức xúc nhiều năm của người dân tại xã. Con đường quốc lộ 32 đi qua đây cũng thường xuyên ngập tràn rác thải, có khi lấn tới nửa đường và bị phản ánh nhiều trên báo chí từ năm 2009 đến năm 2019 vẫn còn tồn đọng.

## Văn hóa
Xã Phụng Thượng có 2 di tích đã được xếp hạng cấp tỉnh là Quán Tây và chùa Phụng Long.